# Liste der Anime-Titel (1946–1962)
Dies ist eine chronologisch sortierte Liste der Anime-Titel von 1946 bis 1962.

## 1947
| Name                 | Alternative Namen | Veröffentlichungsjahr | Studio(s)  |
| -------------------- | ----------------- | --------------------- | ---------- |
| Dōbutsu Daiyakyū Sen |                   | 1947 als Film         |            |
| Musume Dojoji        |                   | 1947 als Kurzfilm     | Toho Eiga  |
| Suteneko Tora-chan   | すて猫トラちゃん  | 1947 als Film         | Nihon Dōga |

## 1948
| Name                     | Alternative Namen            | Veröffentlichungsjahr | Studio(s)      |
| ------------------------ | ---------------------------- | --------------------- | -------------- |
| Baghdad Hime             | バグダッド姫, Bagudaddo Hime | 1948 als Film         | Sanko Eiga-sha |
| Poppaya-san Nonki Ekicho | ポッポやさんののんき駅長     | 1948 als Film         | Nihon Doga     |

## 1949
| Name                  | Alternative Namen | Veröffentlichungsjahr | Studio(s)  |
| --------------------- | ----------------- | --------------------- | ---------- |
| Ōsama no Shippo       | 王様のしっぽ      | 1949 als Film         | Nihon Doga |
| Sakura: Haru no Genso | 春の幻想          | 1949 als Kurzfilm     | Nihon Dōga |

## 1950
| Name              | Alternative Namen | Veröffentlichungsjahr | Studio(s)  |
| ----------------- | ----------------- | --------------------- | ---------- |
| Kobito to Aomushi | 小人と青虫        | 1950 als Kurzfilm     | Nihon Doga |

## 1952
| Name   | Alternative Namen | Veröffentlichungsjahr | Studio(s)         |
| ------ | ----------------- | --------------------- | ----------------- |
| Kujira |                   | 1952 als Kurzfilm     | Chiyogami Eigasha |

## 1953
| Name              | Alternative Namen | Veröffentlichungsjahr | Studio(s)     |
| ----------------- | ----------------- | --------------------- | ------------- |
| Ari to Hato       | ありとはと        | 1953 als Kurzfilm     | Nihon Dogasha |
| Mori no Ongakukai |                   | 1953 als Kurzfilm     |               |

## 1954
| Name               | Alternative Namen  | Veröffentlichungsjahr | Studio(s)  |
| ------------------ | ------------------ | --------------------- | ---------- |
| Kousagi Monogatari | 子うさぎものがたり | 1954 als Kurzfilm     | Nihon Doga |

## 1955
| Name         | Alternative Namen | Veröffentlichungsjahr | Studio(s)  |
| ------------ | ----------------- | --------------------- | ---------- |
| Onbu Obake   | おんぶおばけ      | 1955 als Film         |            |
| Ukare Violin |                   | 1955 als Kurzfilm     | Nihon Doga |

## 1956
| Name                          | Alternative Namen          | Veröffentlichungsjahr | Studio(s)              |
| ----------------------------- | -------------------------- | --------------------- | ---------------------- |
| Chibikuro Sambo no Tora Taiji | ちびくろさんぼのとらたいじ | 1956 als Kurzfilm     | Ningyo Eiga Seisaku-jo |
| Yūreisen                      | 幽霊船                     | 1956 als Kurzfilm     | Chiyogami Eigasha      |

## 1957
| Name               | Alternative Namen | Veröffentlichungsjahr | Studio(s)                             |
| ------------------ | ----------------- | --------------------- | ------------------------------------- |
| Fukusuke           | ふくすけ          | 1957 als Kurzfilm     | Otogi                                 |
| Fushigina Daiko    | ふしぎな太鼓      | 1957 als Kurzfilm     | Dentsū Eigasha, Ningyō Eiga Sesakusho |
| Koneko no Rakugaki | こねこのらくがき  | 1957 als Kurzfilm     | Tōei Dōga                             |

## 1958
| Name                            | Alternative Namen | Veröffentlichungsjahr | Studio(s)      |
| ------------------------------- | ----------------- | --------------------- | -------------- |
| Erzählung einer weißen Schlange | 白蛇伝, Hakujaden | 1958 als Film         | Tōei Animation |

## 1959
| Name                          | Alternative Namen                    | Veröffentlichungsjahr | Studio(s)      |
| ----------------------------- | ------------------------------------ | --------------------- | -------------- |
| Hyōtan Suzume                 | ひょうたんすずめ                     | 1959 als Film         | Otogi          |
| Koneko no Studio              | こねこのスタジオ, Koneko no Sutajio  | 1959 als Kurzfilm     | Tōei Dōga      |
| Der Zauberer und die Banditen | 少年猿飛佐助, Shōnen Sarutobi Sasuke | 1959 als Film         | Tōei Animation |

## 1960
| Name                       | Alternative Namen | Veröffentlichungsjahr | Studio(s)      |
| -------------------------- | ----------------- | --------------------- | -------------- |
| Alakazam – König der Tiere | 西遊記, Saiyūki   | 1960 als Film         | Tōei Animation |
| Plus 500 Years             |                   | 1960 als Kurzfilm     | Otogi          |

## 1961
| Name                | Alternative Namen | Veröffentlichungsjahr | Studio(s)      |
| ------------------- | ----------------- | --------------------- | -------------- |
| Anju to Zushio-maru | 安寿と厨子王丸    | 1961 als Film         | Tōei Animation |
| Shaka no Shogai     |                   | 1961 als Film         | Sanko          |

## 1962
| Name                             | Alternative Namen                                                         | Veröffentlichungsjahr | Studio(s)        |
| -------------------------------- | ------------------------------------------------------------------------- | --------------------- | ---------------- |
| Arabian Night: Sindbad no Bōken  | アラビアンナイト・シンドバッドの冒険, Arabian Naito: Shindobaddo no Bōken | 1962 als Film         | Tōei Animation   |
| Aru Machikado no Monogatari      | ある街角の物語                                                            | 1962 als Film         | Mushi Production |
| Ningen Dobutsuen                 |                                                                           | 1962 als Kurzfilm     |                  |
| Otogi Manga Calendar (54 Folgen) | まんがカレンダー                                                          | 1962 als Fernsehserie | Otogi            |
| Otogi no Sekai Ryoko             | まんがカレンダー                                                          | 1962 als Film         | Otogi            |